# John Erick Dowdle
John Erick Dowdle (* 1973 in Saint Paul, Minnesota) ist ein US-amerikanischer Filmregisseur, Filmproduzent und Drehbuchautor.

## Leben
Nach einem Abschluss an der römisch-katholischen High School St. Thomas Academy besuchte Dowdle die University of Iowa. Später wechselte er an die New York University, wo er eine Filmausbildung absolvierte.
In Los Angeles begann Dowdle schließlich mit dem Film Full Moon Rising (1996) seine Karriere als Regisseur und Drehbuchautor. Zu seinen späteren Filmen zählen die Horrorfilme Quarantäne (2008), Devil (2010) und Katakomben (2014). Zuletzt entstand der Film No Escape. 2018 wurde die von ihm entwickelte Serie Waco ausgestrahlt, die die Ereignisse rund um die Branch Davidians zum Inhalt hat.
Seit dem Film The Dry Spell (2005) arbeitet Dowdle mit seinem Bruder Drew zusammen. Sie leben beide in Los Angeles. Dowdle ist seit 2005 mit der Schauspielerin Stacy Chbosky verheiratet.

## Filmografie
- 1996: Full Moon Rising (Regisseur, Drehbuchautor und Produzent)
- 2005: The Dry Spell (Regisseur, Drehbuchautor und Editor)
- 2007: The Poughkeepsie Tapes (Regisseur, Drehbuchautor und Editor)
- 2008: Quarantäne (Quarantine) (Regisseur und Drehbuchautor)
- 2010: Devil – Fahrstuhl zur Hölle (Devil) (Regisseur)
- 2014: Katakomben (As Above, So Below) (Regisseur und Drehbuchautor)
- 2015: No Escape (Regisseur und Drehbuchautor)
- 2018: Waco (Miniserie)